# Franciszek Kazimierz Dowgiałło
Franciszek Kazimierz Dowgiałło Zawisza (ur. 9 czerwca 1702, zm. przed 2 czerwca 1766), duchowny rzymskokatolicki, święcenia przyjął 28 października 1725. Ukończył studia w Wilnie. Od 13 kwietnia 1744 sufragan inflancki i biskup tytularny Euroea (Evaria) w Phoenicia Secunda.